# Johann III. (Bretagne)

Wappen der Bretagne seit Johann III.

Johann III., genannt der Gute (* 8. März 1286; † 30. April 1341 bei Caen), war ein Herzog von Bretagne von 1312 bis zu seinem Tod. Er war der Sohn des Herzogs Arthur II. von Bretagne und dessen erster Frau, Vizegräfin Maria von Limoges.
Johann lebte in zerstrittenen Familienverhältnissen. Seinem Bruder Guido nahm er 1317 die Vizegrafschaft Limoges ab, um diese seiner zweiten Frau zu schenken, als Ausgleich gab er seinem Bruder die Grafschaft Penthièvre. Vor allem aber hasste er seinen Halbbruder Johann von Montfort, den er vergeblich für illegitim zu erklären versuchte, weshalb Montforts Erbfolgerechte gewahrt blieben. Nach Guidos Tod 1331 ernannte Johann dessen Tochter Johanna zu seiner Erbin, ohne dabei aber die Zustimmung seitens der bretonischen Stände zu erlangen.
Nach dem Tod seines Onkels John erbte er die englische Grafschaft Richmond, für die er König Eduard III. von England huldigte, dennoch blieb Johann beim Beginn des Hundertjährigen Krieges 1337 Frankreich treu. Er starb während eines Feldzuges gegen englische Truppen in der Normandie und wurde im Karmeliterkloster von Ploërmel bestattet. Da seine Nachfolgeregelung keine Akzeptanz gefunden hatte, löste sein Tod den bretonischen Erbfolgekrieg (1341–1364) aus.
Johann war drei Mal verheiratet, starb aber ohne eigene Kinder. Seine Gattinen waren:
1. 1298 Isabella von Valois (* 1292; † 1309), Schwester des Königs Philipp VI. von Frankreich
2. 1310 Isabella von Kastilien (* 1283; † 1328), Tochter des Königs Sancho IV. von Kastilien
3. 1329 Johanna von Savoyen (* 1310; † 1344), Tochter des Grafen Eduard von Savoyen